# Scottish Professional Football League
Scottish Professional Football League (SPFL) är ett professionellt ligasystem för herrfotboll i Skottland, och hade premiär säsongen 2013/2014. Systemet skapades i juni 2013, då de tidigare Scottish Premier League och Scottish Football League gick samman. 

### Fotnoter
1. ↑  ”SFL clubs vote in favour of merger with SPL”. BBC. 12 juni 2013. http://www.bbc.co.uk/sport/0/football/22864944. Läst 2 november 2014.
2. ↑  Chris McLaughlin (28 juni 2013). ”The new Scottish Professional Football League survives hitch”. BBC. http://www.bbc.co.uk/sport/0/football/23079880. Läst 2 november 2014.